# Батлер, Пирс (библиотековед)
Пирс Батлер (англ. Pears Butler; 1886—1953) — американский библиотековед и педагог, основатель и создатель философии библиотечного дела.

## Биография
Родился в 1886 году. Смог окончить несколько учебных заведений и в 1912 году получить степень доктора наук. В 1916 году устроился на работу в библиотеку штата Ньюбери на должность помощника по справочно-библиографической работе. В 1928 году устроился на работу в Чикагский университет на должность преподавателя истории книги и книгопечатания, с 1931 по 1952 год являлся штатным преподавателем там же.
Скончался в 1953 году.

## Научные работы
Основные научные работы посвящены библиотековедению. Автор ряда научных работ, книг, в т.ч книги «Введение в библиотековедение» (1933).